# Kysss
Kysss er en dansk børnefilm fra 2004 med instruktion og manuskript af Kaspar Munk.

## Handling
Filmen forsøger at hylde øjeblikket, fokusere på detaljen i livet, og frem for alt vise ømhed i en ellers brutal virkelighed.

## Medvirkende
- Marie Søderberg - Line
- Frederik Christian Johansen - Martin
- Majbritt Johansen - Lines mor
- Kenneth J. Kristensen - Lines far
- Emilie Christensen - Lines veninde
- Nickolaj Mads Kaae - Martins ven
- Malene Pedersen - Veninde
- Ulle Bjørn Bengtsson - Læge
- Jennifer Lynn Keef - Sygeplejerske
- Thomas Bang - Mors ven